# 叔孫俊
叔孫 俊（しゅくそん しゅん、389年 - 416年）は、中国の北魏の政治家・軍人。字は丑帰。本貫は代郡。

## 経歴
叔孫建の長男として生まれた。道武帝の側近として仕え、弓射や乗馬を得意として、猟郎に転じた。409年（天賜6年）10月、清河王拓跋紹が道武帝を殺害して宮門を閉ざすと、俊は拓跋紹に従ったふりをした。拓跋磨渾とともに皇太子拓跋嗣の所在について虚偽を報告して拓跋紹を騙し、城外に出ると拓跋嗣のもとに駆けつけて帰順した。このとき拓跋嗣の側近には車路頭や王洛児らがいるのみであり、俊らが加勢すると拓跋嗣は大喜びして爪牙に任じた。
明元帝（拓跋嗣）が即位すると、俊は拓跋磨渾らとともに拾遺左右を命じられた。衛将軍に転じ、安城公の爵位を受けた。同年（永興元年）閏10月、朱提王拓跋悦が刃を懐にして禁中に入り、明元帝を殺害しようと図った。俊は拓跋悦の挙動に不審の念を抱いて身柄を取り押さえると、懐中から両刃の匕首が出てきたため、拓跋悦を殺害した。明元帝は俊の功績を重んじて、軍事や国政の大綱を委ね、群官の上奏もまず俊が確認した後に奏聞された。416年（泰常元年）、死去した。享年は28。侍中・司空・安城王の位を追贈された。諡は孝元といい、金陵に陪葬された。

## 妻子

### 妻
- 桓氏

### 子
- 叔孫蒲

## 伝記資料
- 『魏書』巻29 列伝第17
- 『北史』巻20 列伝第8